# A Spanish Piece
Pistes de More
Quicksilver Dramatic Theme
A Spanish Piece est une composition instrumentale de Pink Floyd, figurant sur l'album More. C’est le douzième morceau de l’album. Cet instrumental a été composé et interprété par David Gilmour. Il se compose d’un riff de guitare de style espagnol accompagné de vocalises en arrière-plan sonore.

## Crédits
- David Gilmour : guitare, chant